# پرداخت الکترونیک سامان کیش
پرداخت الکترونیک سامان کیش (سپ) یک شرکت سهامی عام است که در زمینه ارائه خدمات پرداخت الکترونیک در ایران فعالیت می‌کند. شرکت پرداخت الکترونیک سامان در تیر ماه سال ۱۳۸۲ با هدف ارائه خدمات پرداخت الکترونیک، فعالیت خود را در جزیره کیش آغاز کرد و پس از مدتی عنوان شرکت به پرداخت الکترونیک سامان کیش تغییر یافت.
این شرکت موافقت اصولی بانک مرکزی را در سال ۱۳۸۳ و مجوز قطعی فعالیت خود را در تاریخ ۱۳۸۴/۰۷/۰۶ از سوی این مرجع دریافت کرد. همچنین پس از مدتی موفق به دریافت مجوز از شبکه الکترونیک پرداخت کارت یا شاپرک به عنوان نهاد ناظر بر شرکت‌های ارائه کننده خدمات PSP شد.
در حال حاضر شرکت پرداخت الکترونیک سامان با نام تجاری سپ برگرفته از عبارت اختصاری انگلیسی (Saman Electronic Payment) به ارائه خدمات در حوزه پرداخت در سراسر کشور می‌پردازد که بر پایه تکنولوژی‌های نوین ایجاد شده و با ارائه انواع ابزارهای پرداخت حضوری و غیرحضوری همواره نقشی مؤثر در ارائه خدمات نوین و افزایش سطح کیفی و امنیتی ابزارهای پرداخت ایفا کرده‌است.
شرکت پرداخت الکترونیک در سال ۱۳۹۶ و با سرمایه ۱۸۰ میلیارد تومانی، وارد بازار بورس تهران شد.

## تغییرات مهم
- در سال ۱۳۹۶ تقاضای پذیرش سهام شرکت پرداخت الکترونیک سامان کیش طی نامه‌ای به بورس اوراق بهادار تهران ارائه شد. پس از انعقاد قرارداد مشاور پذیرش با شرکت مشاور سرمایه‌گذاری معیار، بخشی از مدارک موردنیاز، دریافت و رسیدگی به درخواست پذیرش شرکت پرداخت الکترونیک سامان کیش در بورس آغاز شد. درخواست پذیرش سهام شرکت پرداخت الکترونیک سامان کیش در جلسه هیئت پذیرش اوراق بهادار مطرح شد و مورد تصویب قرار گرفت. سرانجام عرضه اولیه سهام این شرکت، در ۱۳ خرداد ماه سال ۱۳۹۷ انجام شد و پس از گذشت حدود دو هفته از عرضه اولیه، در میان ۵۰ شرکت فعال بورس قرار گرفت.
- شرکت پرداخت الکترونیک سامان که از ابتدای تأسیس به عنوان سازمانی نوآور در بستر تکنولوژی و صنعت پرداخت شناخته شده‌است، پیرو جریان گسترده تغییرات اجتماعی و تکنولوژیکی با هدف به روز ماندن و عقب نماندن از این جریان و رقابت‌های پرچالش تجاری تصمیم بر تغییر و نوآوری بزرگی گرفت. در تیرماه ۱۴۰۱ فرایند ریبرندینگ سپ آغاز شده و در نتیجه آن تصویر جدیدی از برند، لوگو و خدمات سپ به مخاطبان معرفی گردید.
ارائه تمامی خدمات درگاه‌ها و ابزارها اعم از اپلیکیشن، کارت‌ها، پایانه‌های فروشگاهی و… تحت یک نام و ظاهر و به صورتی منسجم و یکپارچه به مخاطبان از یک سو، گسترش بازه مخاطبان و هدف قراردادن قشر جوان از دیگر سو، چشم‌انداز سازمان برای ریبرندینگ بوده‌است.
همچنین در بازآفرینی برند سپ، شعار "برای پرداختن به زندگی…" انتخاب شد تا همیشه به خود و مخاطبان یادآوری کنیم که هدف بودن ما آن است که مردم و مشتریان راحت‌تر زندگی کنند و فرصت و زمان بیشتری را برای پرداخت به زندگی داشته باشند.

## افراد مهم شرکت
اعضای هیئت مدیره
احسان ترکمن: مدیرعامل
حسین واعظ قمصری: رئیس هیئت مدیره
غلامحسین عرب حسنخانی: نائب رئیس هیئت مدیره
ولی ضرابیه: عضو هیئت مدیره
لقمان رحمانپور: عضو هیئت مدیره

## محصولات و خدمات
پرداخت الکترونیک سامان، اولین شرکتی است که خدمات پرداخت اینترنتی و ابزارهای پرداخت غیرحضوری را در نظام بانکی کشور ارائه داد. هدف شرکت ارائه راهکارهای پرداخت غیرحضوری و خدمات پرداخت است. محصولات این شرکت برای پرداخت در ۴ حوزه است:
- کارتخوان

کارت‌خوان‌های پرداخت الکترونیک سامان در انواع مختلف، با توجه به سرعت و امنیت بالا در انجام تراکنش، با بانک‌های بسیاری همکاری می‌کند.
o کارتخوان تلفنی (Dialup)
o کارتخوان شبکه‌ای (Lan)
o کارتخوان بی‌سیم
o کارتخوان متصل به رایانه (PC-Pos)
o کارتخوان اندرویدی
- دستگاه PINPAD

pinpad دستگاهی است که در نزدیکی دستگاه‌های کارت‌خوان قرار می‌گیرد تا رمز کارت توسط پرداخت‌کننده وارد شود. Pinpad برای اولین بار توسط شرکت پرداخت الکترونیک سامان در ایران ارائه شد.
- درگاه اینترنتی و موبایلی

پرداخت الکترونیک سامان، نخستین ارائه‌دهنده خدمات پرداخت اینترنتی در نظام بانکی کشور در بسترهای مختلف اینترنت و موبایل است.
o صفحه پرداخت اینترنتی (IPG)
o درگاه موبایل PG سپ (MPG)
o درگاه پرداخت شخصی Pay.ir
- اپلیکیشن ۷۲۴

اپلیکیشن «۷۲۴» یکی از محصولات و خدمات پرداخت الکترونیک سامان است که خدمات گوناگونی برای پرداخت غیرحضوری (کارت به کارت، پرداخت قبوض، خرید شارژ، خرید انواع بسته‌های اینترنتی و …) ارائه می‌دهد.
- انواع کارت

پرداخت الکترونیک سامان، برای افراد و سازمان‌ها کارت‌های متنوع و مخصوصی طراحی کرده‌است.
- بلوت

پرداخت الکترونیک سامان کیش اولین شرکت در صنعت پرداخت کشور می‌باشد که ارائه دهنده جدیدترین روش پرداخت الکترونیک کشور را از طریق بلوتوث پیاده‌سازی نموده‌است.

## افتخارات
- کسب رتبه شانزدهم برترین PSP جهان از بین ۱۵۰ شرکت پرداخت : نشریه نیلسون ریپورت، گزارش سال ۲۰۱۹
- پرتراکنش‌ترین شرکت پرداخت خاورمیانه و قاره آفریقا در گزارش سال ۲۰۲۱ نشریه نیلسون ریپورت
- بیشترین تعداد تراکنش‌های کارتخوان در ایران (گزارش شاپرک)
- بیشترین تعداد تراکنش‌های موبایلی در ایران (گزارش شاپرک)
- بیشترین مبلغ تراکنش‌¬های موبایلی در ایران (گزارش شاپرک)
- بیشترین مبلغ تراکنش‌های اینترنتی در ایران (گزارش شاپرک)
- استقرار سیستم مدیریت کیفیت بر اساس استاندارد 2008:9001 ISO
- دارنده گواهی‌نامه رتبه‌بندی و احراز صلاحیت شرکت‌های انفورماتیکی (کسب رتبه نخست در ۷ ردیف فعال اصلی)
- کسب عنوان «برند محبوب ملی» با رای مردم، در بخش «اپلیکیشن پرداخت» دو دورهٔ متوالی (۹۸ و ۹۹)
- دارنده گواهی‌نامه سیستم مدیریت امنیت اطلاعات 2013:27001 ISO از مؤسسه ISC استرالیا
- دارنده گواهی‌نامه سیستم مدیریت امنیت اطلاعات 2013:27001 ISO از مؤسسه ISC استرالیا
- کسب عنوان شرکت برتر از نظر رشد سریع بر اساس اعلام سازمان مدیریت صنعتی در سال‌های ۱۳۹۴ و ۱۳۹۷
- کسب عنوان برترین اپلیکیشن موبایل در یازدهمین جشنواره وب و موبایل
- دارنده تقدیرنامه سه‌ستاره از جایزه ملی تعالی سازمانی

## حمایت‌ها و مسئولیت‌های اجتماعی
۱- اختصاص بودجه به مردم زلزله زده کرمانشاه و جمع‌آوری کمک‌های مردمی
پرداخت الکترونیک سامان در سال ۱۳۹۶ پس از زلزله ۷/۳ ریشتری کرمانشاه (۱۳۹۶) در همان روزهای ابتدایی زلزله حدود ۲ میلیارد ریال به تأمین چادر، پتو، اقلام خوراکی، لوازم التحریر و کانکس اختصاص داد. همچنین این شرکت از طریق سامانه #724* بیش از ۴۵ میلیارد ریال کمک‌های نقدی مردم را جمع‌آوری و به حساب جمعیت هلال احمر واریز کرد.
۲- ساخت مدرسه در مناطق زلزله زده کرمانشاه
پرداخت الکترونیک سامان پس از زلزله کرمانشاه، هزینه چاپ سررسید و هدایای پایان سال را برای ساخت مدرسه به مساحت ۵۰۰ متر واقع در روستای «بیامه اولیا» از توابع شهرستان «دالاهو» اختصاص داد. این مدرسه با انجام فرایند اولیه و استقرار اسکلت فلزی، در حال ساخت است. (در حال تکمیل اطلاعات)
۳- حمایت از تیم‌های کسب و کار جوان و ‌ها
سپ به منظور شناسایی استعدادها و فراهم کردن بستر رشد و توسعه، از استارت‌آپ‌ها و فین‌تک‌ها حمایت می‌کند و در حال حاضر با ۴ استارت آپ در حال همکاری است.
1. مشارکت در ساخت اولین شهربازی الکترونیک کشور
2. حمایت از برنامه‌های ورزشی و سرگرمی صدا و سیما

۴- همزمان با شیوع پاندمی کرونا، با نیازسنجی به عمل آمده از شرایط اجتماعی استان سیستان و بلوچستان، تعداد ۵ دستگاه بای‌پپ و ۳ دستگاه اسکرابر جهت کمک به کادر درمان بیمارستان امام علی¬(ع) زاهدان جهت مقابله با کوویید¬۱۹ اهدا کرد.
۵- این مجموعه با مشارکت در امور اجتماعی، تعداد ۱۰ عدد دستگاه صندلی چرخ دار دستی و ۳۵ عدد دستگاه صندلی چرخ دار اتوماتیک به دختران توان یاب باغ فرشته اهدا کرده‌است.